# 루이딕 오초아
루이딕 기예르모 오초아 파자르도 (스페인어: Luidig Guillermo Ochoa Fajardo, 라 빅토리아, 1980년 4월 14일 - 마라카이, 2014년 8월 8일) 카라 에 무에르토 (Cara e' muerto) 라고도 알려진 베네수엘라 애니메이터, 배우, 감독 및 죄수, 배우 겸 모델 지메나 아라야의 (Jimena Araya) 커플  의 파트너 라 플란타 (La Planta) 및 토코론 (Tocorón)의 검문소 내부에서의 경험과 《소모스 라드로네스》 (Somos Ladrones) 시리즈를 바탕으로 《카르셀 오 인피에르노》 (Cárcel o Infierno) 시리즈의 제작자이다.

## 초기
루이디그 오초아는 아라과주 라 빅토리아 (La Victoria) 에서 자랐다. 그는 약 14세가 될 때까지 다양한 청소년 검문소에 구금되었으며, 이는 그가 첫 번째 권총을 얻은 나이이기도 하다. 그가 처음으로 교도소에 들어간 것은 요청한 총기를 불법적으로 소지한 혐의로 차 카오 경찰 관리들에게 체포된 후 카라카스의 라 플란타에서였다. 그는 2년 동안 구금되어 있었음에도 불구하고 법원의 판결을 받은 적이 없으며, 사건의 절차 지연으로 인해 예방 조치로 석방되었다. 석방된 지 2년 후, 그는 마라카이 에서 심각한 부상과 살인 미수 혐의로 지역 경찰에 체포된 후 《센트로 페니텐시아리오 데 아라구아》 (Centro Penitenciario de Aragua)에 수감된다. 토코론 에서 그는 내부 통제 그룹 인 수감자 차량 의 일원이었으며 감옥에서 감옥의 두 번째 리더 인 스타 로 복무하면서 다른 수감자들과 함께 수감자의 3 층을 통제했다.
루이디그 는 다시 기소되지 않고 5년 동안 구금된 후 2008년에 석방된다. 감옥에서 풀려난 후 그는 《아빌라 TV》 (Ávila TV) 에 입사하여 애니메이션 작업을 했으며, 그곳에서 채널의 국가를 제작하고 2년 동안 일했다. 나중에 그는 《베네수엘라 텔레비전》 (Venezolana de Televisión) 에 합류하여 1년 반 동안 머물렀고 나중에 《국민의힘 정보통신부》 (Ministerio del Poder Popular para la Comunicación y la Información)  에서 일했다. 감옥에서의 대립과 범죄 생활로 인해 Ochoa는 칼날이 달린 상처와 15 발의 흔적을 포함하여 몸에 여러 흉터를 얻었다. 이 중 세 개는 그의 얼굴에 있어서 카라 에 무에르토 (Cara e' muerto) 라는 별명을 얻었다.

## 카르셀 오 인피에르노
그의 외동생 루이스 알폰소 오초아 파자르도가 살해된 후 복수의 일환으로 루이디그는 영원히 범죄를 멀리하기로 결정한다. 그는 권총을 팔았고 그 돈으로 컴퓨터를 구입하여 YouTube 에서 방송하는 《카르셀 오 인피에르노》 (Cárcel o Infierno) 시리즈를 애니메이션화하는 방법을 배웠다., 절차 지연, 교도소 장에 대한 프레인 의 권위, 특별한 날짜에 열리는 축하 행사 및 무차별적인 무기 존재를 포함한다. 2012년에는 《볼리바리안 국가정보원 (세빈)》 (Servicio Bolivariano de Inteligencia Nacional (Sebin))관계자의 심문을 받아 작품을 편집하고 부드럽게 하자고 제안했다.
오초아는 2014년 8월 8일 마라카이에서 인디펜덴시아 (Independencia) 거리에 있는 그의 거주지 근처에서 암살당했다. CICPC 가 제공한 정보에 따르면 오초아는 오토바이를 타고 집을 나섰고 총기를 든 피험자가 오토바이를 훔치려다 총을 쐈다. 그의 친족들은 오초아가 자신의 작품으로 인해 SNS를 통해 지속적으로 살해 협박을 받았다고 지적했다. 그의 어머니 디그나모르 파자르도 (Dignamor Fajardo)는 루이딕가 "정부에 의해 살해당했다"고 확신했다.